# Javerlhac-et-la-Chapelle-Saint-Robert
Javerlhac-et-la-Chapelle-Saint-Robert, okzitanisch Javerlhac e la Chapela Sent Robert, ist eine französische Gemeinde mit 818 Einwohnern (Stand 1. Januar 2022) im Département Dordogne in der Region Nouvelle-Aquitaine (vor 2016 Aquitanien). Sie gehört zum Arrondissement Nontron, zum Kanton Périgord Vert Nontronnais und zum Gemeindeverband  Périgord Nontronnais. Die Einwohner werden Javerlhacois bzw. Javerlhacoises genannt.

## Etymologie
Der Ortsname von Javerlhac ist möglicherweise keltischen Ursprungs und lautete früher Jabreille (Land der Ziegen). Eine andere Theorie deutet ihn als gallorömisch, abgeleitet von dem Eigennamen Gabrelius oder Gabrillus und versehen mit dem Suffix –acum, das als Ortsangabe oder Besitzanspruch fungiert.
Der Ortsname von Chapelle Saint-Robert geht auf einen Heiligen namens Sanctus Robertus zurück, das Okzitanische Chapela bedeutet Kapelle.

## Geographie

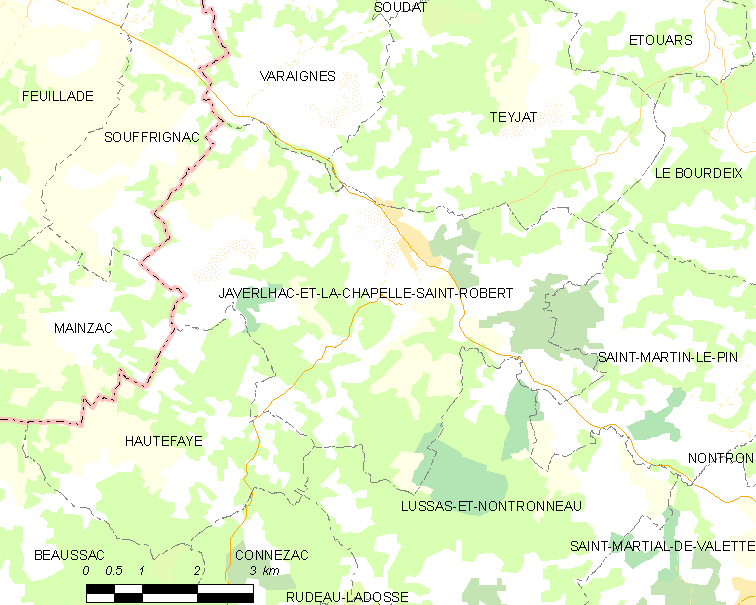
Lagekarte von Javerlhac-et-la-Chapelle-Saint-Robert

Javerlhac-et-la-Chapelle-Saint-Robert ist 13 Kilometer von Nontron und 35 Kilometer von Angoulême entfernt. Die Gemeinde wird von folgenden 8 Nachbargemeinden umgeben:
| Souffrignac (Charente) | Varaignes, Teyjat                           | Le Bourdeix           |
| Mainzac (Charente)     | Kompassrose, die auf Nachbargemeinden zeigt | Saint-Martin-le-Pin   |
| Hautefaye              |                                             | Lussas-et-Nontronneau |

Mit ihrer Grenze zu Mainzac und Souffrignac berührt die Gemeinde bereits das Département Charente.
Die Gemeinde Javerlhac-et-la-Chapelle-Saint-Robert umfasst folgende Ortsteile, Weiler, Gehöfte, Anwesen, Mühlen, Schmieden und Geländepunkte: Bois de la Cave, Chantegros, Chez Guilleroux, Chez Joly, Chez la Belle, Chez Marronnet, Font Jean, Forgeneuve, Frugier, Grand  Gillou, Javerlhac, Jommelière, Labadias, La Chapelle-Saint-Robert, La Cour, La Fayolle, La Forge, La Grande Métairie, La Meynardie, La Petite Forêt, La Renardière, La Richardière, Le Buisson, Le Fayes, Le Grand Lac, Le Gros Chêne, Le Logis, Le Maine, Le Moulin de chez Bertrand, Le Moulin Vieux, Le Petit Guillou, Les Beusses, Les Boissières, Les Bouèges, Les Brandes, Les Brousses, Les Céceilles, Les Chenauds, Les Essarts, Les Gardechoux, Les Garennes, Les Guétières, Les Petites Chenauds, Les Termes, Maine Chambard, Marronnet, Meynardière, Petit Gillou, Petite Métairie, Pic Pérou, Pierre Virade, Puymoger, Pys, Saute Bouc, Tassat und Ville de Bost.
Der topographisch tiefste Punkt mit 115 Meter liegt am Bandiat bei Le Logis an der Nordwestgrenze zur Gemeinde Souffrignac, der höchste Punkt mit 211 Meter befindet sich im äußersten Nordosten bei Pys. Die maximale Höhendifferenz beträgt 96 Meter. Der Ortskern von Javerlhac liegt auf 128 Meter, La Chapelle-Saint-Robert auf 168 Meter Meerhöhe.

### Verkehrsanbindung
Javerlhac wird von der dem Flusslauf des Bandiat folgenden D 75 von Nontron nach Marthon nach Nordwesten durchquert, in Nordost-Südwest-Richtung kreuzt ferner die D 93 von Étouars nach Mainzac. La-Chapelle-Saint-Robert ist von Javerlhac aus über die D 92 zu erreichen.

### Bodenbedeckung

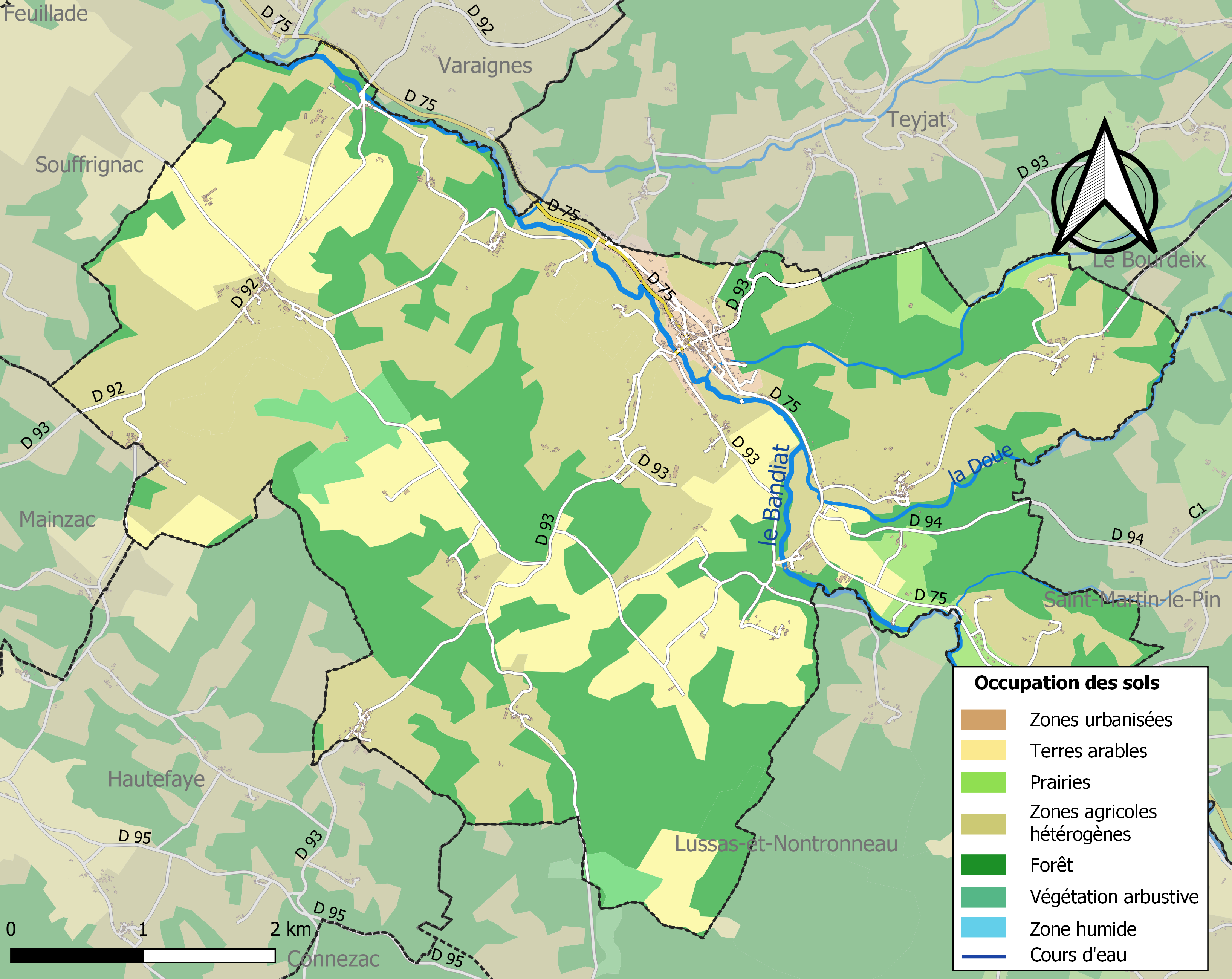
Bodenbedeckung in Javerlhac-et-la-Chapelle-Saint-Robert

Die Bodenbedeckung der Gemeinde Javerlhac-et-la-Chapelle-Saint-Robert schlüsselt sich im Jahr 2018 gemäß der europäischen Datenbank CORINE Land Cover (CLC) wie folgt auf:
- Wälder – 36,0 %
- heterogene landwirtschaftliche Nutzung – 40,1 %
- Ackerbau – 17,9 %
- Wiesen – 2,4 %
- Buschwerk – 2,1 %
- baulich beansprucht – 1,5 %.

Die landwirtschaftliche Nutzung (inklusive Ackerbau und Wiesen) steht 2018 im Vordergrund. Sie ist mit 60,4 % gegenüber 1990 (60,5 %) nur minimal zurückgegangen.

## Klima
Javerlhac-et-la-Chapelle-Saint-Robert besitzt ein abgeschwächtes ozeanisches Klima, das sich durch folgende Parameter auszeichnet:
| Klimaparameter im Zeitraum 1971-2000 - Jahresmittel: 12,1 °C - Anzahl der Tage unter −5 °C: 3,3 - Anzahl der Tage oberhalb 30 °C: 7,3 - Maximum im Tages-Temperaturunterschied: 14,8 °C - Jahresniederschlag: 985 mm - Niederschlagstage im Januar: 12,5 - Niederschlagstage im Juli: 7,1 |

Durch den Klimawandel zeichnen sich Erhöhungen im Jahresmittel ab, die sich bereits auch bemerkbar machen. So ist beispielsweise an der 62 Kilometer entfernten Wetterstation am Flughafen von Limoges-Bellegarde das langjährige Jahresmittel von 11,2 °C für 1971-2000 über 11,4 °C für 1981-2010 auf 11,8 °C für 1991-2020 angestiegen – ein Zuwachs um 0,6 °C innerhalb von 20 Jahren.

## Hydrographie

Hydrographische Karte von Javerlhac-et-la-Chapelle-Saint-Robert

Das Gemeindegebiet von Javerlhac-et-la-Chapelle-Saint-Robert wird vom Südost nach Nordwest fließenden Bandiat zweigeteilt, mit einem wesentlich größeren linksseitigen Areal. Ungefähr einen Kilometer vor Javerlhac nimmt der Bandiat seinen rechtsseitigen Nebenfluss, die Doue, auf. Diese bildet die Gemeindegrenze zu Saint-Martin-le-Pin. Das linksseitige Gebiet besitzt aufgrund von Karsterscheinungen keine dauerhaften Flussläufe, rechtsseitig wären noch der von  Étouars herunterkommende Marcourive, der bei Le Bourdeix entspringende Merlançon und der die Gemeinde Saint-Martin-le-Pin durchziehende Ruisseau de Saint-Martin zu erwähnen.
Der Bandiat gehört zum Flusssystem der Charente.
Das Bewässerungsnetz besitzt eine Gesamtlänge von 16 Kilometer.

## Geologie

Geologische Karte von Javerlhac-et-la-Chapelle-Saint-Robert

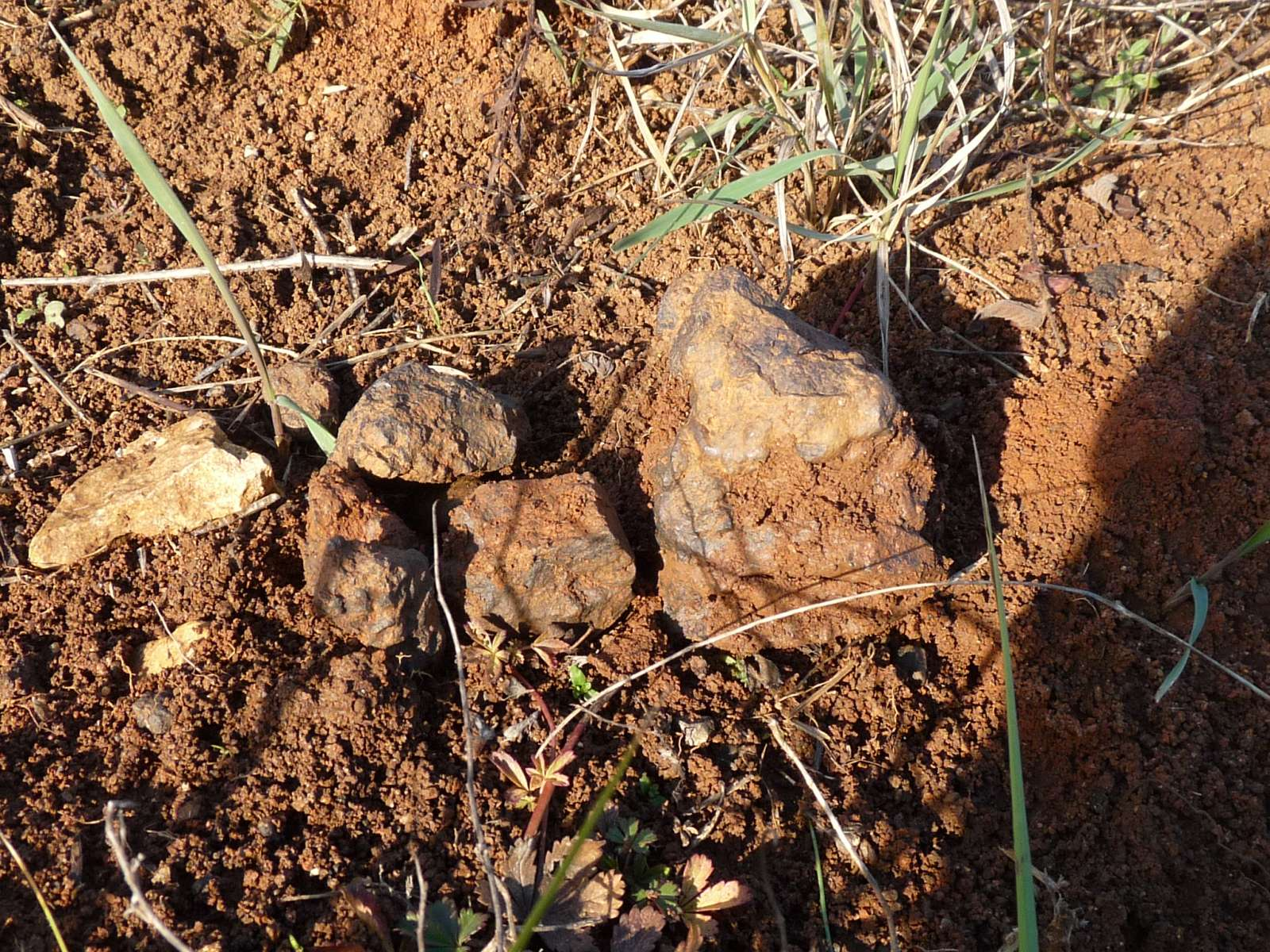
Eisenerzhaltiges Gestein auf einem Acker bei La Grauge, Nachbargemeinde Souffrignac

Die im Gemeindegebiet anstehenden Gesteine gehören vorwiegend zu den Sedimenten des Aquitanischen Beckens, nur am äußersten Ostrand an der Doue werden – bedingt durch die Erosionsarbeit des Flusses – auch noch tieferliegende  variszische Grundgebirgsgesteine des Massif Central angeschnitten (Piégut-Pluviers-Granodiorit in grobkörniger Normalfazies – γ3M). Die Sedimentgesteine stammen vorwiegend aus dem Dogger. Östlich von Pys steht aber noch ein kleiner Zwickel mit Unterjura an (Zyklus Hettangium bis Sinemurium – Formation l1-4 – und Zyklus Pliensbachium bis Aalenium – Formation l5-9).
Die Doggerserie beginnt im Mittleren Bajocium (Formation j1b –  graue Oolithkalke mit braunen Ooiden), gefolgt von Oberem Bajocium (Formation j1c – mikro- bis kryptokristalline, weiße und auch beige Fossilkalke, die mehrere bedeutende Oolithlagen enthalten). Diese Gesteine können stellenweise sehr stark rekristallisiert und verkieselt sein (Formation jC). Auf der linken Bandiatseite folgen dann über dem Bajocium Bathonium (Formationen  j2a und j2b) und Callovium (Formationen j1c-3a bzw. j3) – ebenfalls weiße, beige, teils auch bräunliche Fossilkalke, die bereits kreideartig ausgebildet sein können. Das Bathonium wird rund 50 Meter mächtig und führt Lithoklasten, Bioklasten mit Resten von Lamellibranchiern, Rhynchonelliden und Gastropoden, sowie relativ seltene Oolithlagen. Das 25 Meter mächtige Callovium enthält Onkolithen, Foraminiferen und Stromatolithen.
Die Sedimente liegen weitestgehend flach, nur bei Javerlhac treten örtlich Verkippungen an einer Südost-Nordwest-streichenden Störungszone auf; an ihr wurde der nordöstliche Grundgebirgsblock angehoben. Bei Pys läuft eine ähnliche, von Nontron herüberziehende, parallel verlaufende Störungszone aus. Sie ist vererzt und führt hauptsächlich Sphalerit, Pyrit, Baryt und Bleiglanz. Die Störung dürfte mit der nordöstlichen Trogschulter des Bandiatgrabens in Zusammenhang stehen. Kleinere Störungen durchziehen das Sedimentpaket auf der linken Bandiatseite in Ostnordost- und Ostsüdost-Richtung.
Bei La-Chapelle-Saint-Robert wurde früher – wie auch in der Nachbargemeinde Souffrignac – etwas Eisenerz gefördert, das aus dem tertiären, das Callovium überdeckenden Sidérolithique stammte und dann bei Forgeneuve verhüttet wurde. Im Zeitraum Eozän/Pliozän zogen dann ausgedehnte Flusssysteme aus dem Grundgebirge in südwestliche Richtung heraus. Ihre sandig-kiesigen Ablagerungen (Formation H-F) erscheinen an der Nordostgrenze in Richtung Chauffour, nördlich von Pys und östlich von Puymoger, aber auch auf der gegenüberliegenden Talseite bei Les Petites Brousses.
Viele der Plateau- und Hanglagen werden von pleistozänem Kolluvium verhüllt (Formationen HC und C). Die Formation HC ist ein eiszeitliches Umlagerungsprodukt der vorausgegangenen Flusssedimente und ist älter als die Sande und Tone der Formation C.
Im Flusstal des Bandiats finden sich in den Resten einer Hochterrasse westlich des Ortskerns altpleistozäne alluviale Kiese und Gerölle (Formation Fv). Flusssande mit Quarzgeröllen (Formation Fw) bilden eine mittelpleistozäne Mittelterrasse im Tal des Bandiats (beispielsweise bei Le Moulin de chez Bertrand). Der moderne Fluss hat sich in die Mittelterrassen eingegraben und fließt jetzt in holozänem Alluvium (Formation Fy-z).

## Ökologie

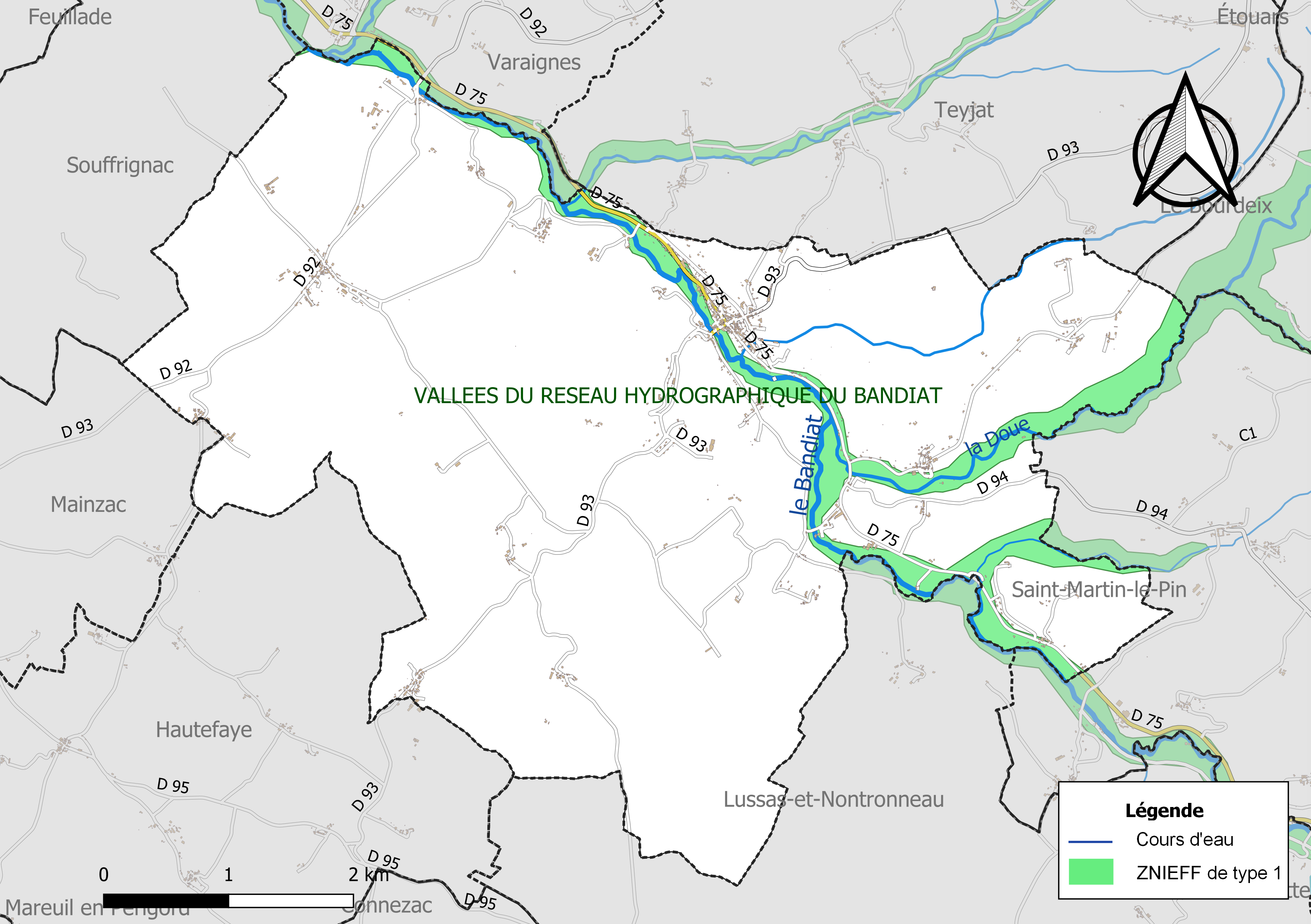
Schutzgebiete des Typus 1

### Naturpark
Die Gemeinde Javerlhac-et-la-Chapelle-Saint-Robert bildet seit 1998 einen integralen Bestandteil des Regionalen Naturparks Périgord-Limousin.

### Schutzgebiet
Unter Naturschutz stehen das Bandiattal sowie die Unterläufe der Doue und des Ruisseau de Saint-Martin – beides rechte Nebenflüsse des Bandiats. Diese Gebiete sind als kontinentale ZNIEFF (Französisch zone naturelle d'intérêt écologique, faunistique et floristique) des Typus 1 unter der Bezeichnung Vallées du réseau hydrographique du Bandiat ausgewiesen. Ihre Flora besteht aus über 100 Pflanzenarten mit Großer Odermennig (Agrimonia procera) und Atlantisches Hasenglöckchen (Hyacinthoides non-scripta) als Indikatorpflanzen.

## Geschichte

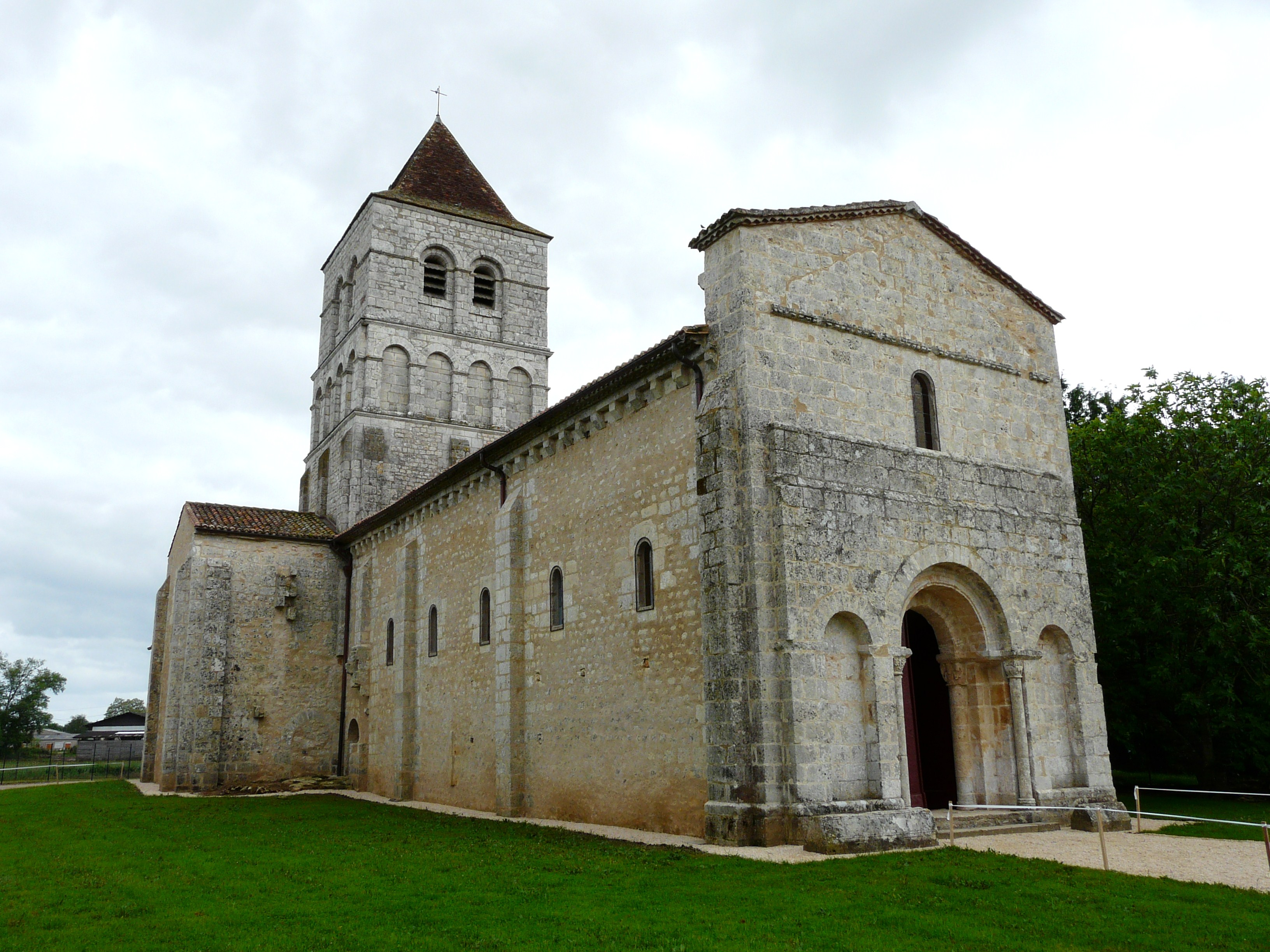
Die Kirche Saint-Robert

Die Besiedelung Javerlhacs geht zumindest bis ins erste vorchristliche Jahrhundert zurück, wie eisenzeitliche Funde in der Grotte des Ormes belegen. Beim Bau des Bahnhofs der ehemaligen, mittlerweile aber stillgelegten Bahnstrecke Quéroy-Pranzac–Thiviers wurden der Ring eines römischen Ritters und Gräber aus der gallorömischen und der Merowingerzeit gefunden.
Im frühen Mittelalter verlagerte sich das kulturelle Leben dann zum drei Kilometer entfernten Saint-Robert – einer romanischen Kirche mit Eingangsportal im Saintongestil aus dem 11. Jahrhundert, die aus einem seit dem Jahr 1050 bestehenden Benediktinerpriorat hervorgegangen war. Die Gegenwart der Benediktiner lässt sich aber bis ins Jahr 980 zurückverfolgen. Das Priorat wurde im 16. Jahrhundert aufgegeben, die ehemaligen Konventsgebäude sind nicht mehr erhalten.
Im 12. Jahrhundert wurde dann in Javerlhac mit dem Bau der Kirche Saint-Étienne mit asymmetrischem Doppelschiff begonnen. Das nebenliegende Schloss stammt ursprünglich aus dem Jahr 1225, wurde aber 1369 von den Engländern zerstört und 1499 wieder aufgebaut.
Im 18. Jahrhundert entstanden unter der Regie des Marquis de Montalembert zahlreiche Schmiedewerke am Bandiat, darunter Forgeneuve, Jommelières und die Forge de la Chapelle.
Die Gemeinde Javerlhac-et-la-Chapelle-Saint-Robert wurde 1823 aus den beiden ehemaligen Gemeinden Javerlhac und La-Chapelle-Saint-Robert zusammengelegt.

## Bevölkerungsentwicklung
| Jahr | Einwohner |  |
| 1962 | 1175      |  |
| 1968 | 1129      |  |
| 1975 | 1071      |  |
| 1982 | 1004      |  |
| 1990 | 1064      |  |
| 1999 | 915       |  |
| 2004 | 895       |  |
| 2006 | 897       |  |
| 2008 | 901       |  |
| 2009 | 903       |  |
| 2013 | 876       |  |
| 2014 | 860       |  |
| 2015 | 858       |  |
| 2016 | 852       |  |
| 2017 | 846       |  |
| 2019 | 835       |  |

Quelle: INSEE
Die Bevölkerungsentwicklung ist seit 1962 generell rückläufig, sie hatte sich aber vor 1990 zwischenzeitlich etwas erholt.

## Bürgermeister
Bürgermeister von Javerlhac-et-la-Chapelle-Saint-Robert ist seit März 2014 der zur Divers droite gehörende Jean-Pierre Porte, der im Juli 2020 wiedergewählt wurde.

## Präsidentschaftswahlen 2022
| Kandidaten                       | Kandidaten            | Parteien                      | Parteien            | 1. Wahlgang | 1. Wahlgang | 2. Wahlgang | 2. Wahlgang |
| Kandidaten                       | Kandidaten            | Parteien                      | Parteien            | Stimmen     | %           | Stimmen     | %           |
| -------------------------------- | --------------------- | ----------------------------- | ------------------- | ----------- | ----------- | ----------- | ----------- |
|                                  | Marine Le Pen         | Front national                | FN                  | 172         | 33,53 %     | 252         | 53,05 %     |
|                                  | Emmanuel Macron       | En marche !                   | EM                  | 113         | 22,03 %     | 223         | 46,95 %     |
|                                  | Jean-Luc Mélenchon    | Front de gauche               | FDG                 | 82          | 15,98 %     |             |             |
|                                  | Éric Zemmour          | Reconquête                    |                     | 34          | 6,63 %      |             |             |
|                                  | Valérie Pécresse      | Les Républicains              | LR                  | 36          | 7,02 %      |             |             |
|                                  | Jean Lassalle         | Résistons !                   | R                   | 28          | 5,46 %      |             |             |
|                                  | Anne Hidalgo          | Parti socialiste              | PS                  | 4           | 0,78 %      |             |             |
|                                  | Fabien Roussel        | Parti communiste français     | PC                  | 14          | 2,73 %      |             |             |
|                                  | Nicolas Dupont-Aignan | Debout la République          | DLR                 | 14          | 2,73 %      |             |             |
|                                  | Yannick Jadot         | Europe Écologie-Les Verts     | EELV                | 11          | 2,14 %      |             |             |
|                                  | Nathalie Arthaud      | Lutte Ouvrière                | LO                  | 3           | 0,58 %      |             |             |
|                                  | Philippe Poutou       | Nouveau Parti anticapitaliste | NPA                 | 2           | 0,39 %      |             |             |
|                                  |                       |                               |                     |             |             |             |             |
| Gesamt                           | Gesamt                | Gesamt                        | Gesamt              | 513         | 100 %       | 475         | 100 %       |
|                                  |                       |                               |                     |             |             |             |             |
| Gültige Stimmen                  | Gültige Stimmen       | Gültige Stimmen               | Gültige Stimmen     | 513         | 96,61 %     | 475         | 90,13 %     |
| Ungültige Stimmen                | Ungültige Stimmen     | Ungültige Stimmen             | Ungültige Stimmen   | 18          | 3,39 %      | 52          | 9,87 %      |
| Wahlbeteiligung                  | Wahlbeteiligung       | Wahlbeteiligung               | Wahlbeteiligung     | 531         | 82,97 %     | 527         | 82,34 %     |
| Enthaltungen                     | Enthaltungen          | Enthaltungen                  | Enthaltungen        | 109         | 17,03 %     | 113         | 17,66 %     |
| Registrierte Wähler              | Registrierte Wähler   | Registrierte Wähler           | Registrierte Wähler | 640         |             | 640         |             |
|                                  |                       |                               |                     |             |             |             |             |
| Quelle: Ministère de l'Intérieur |                       |                               |                     |             |             |             |             |

Die Präsidentschaftswahlen 2022 in Javerlhac-et-la-Chapelle-Saint-Robert konnte Marine Le Pen für sich entscheiden.

## Ökonomie

### Beschäftigung
Im Jahr 2015 betrug die Zahl der Erwerbsfähigen zwischen 15 und 64 Jahren 390 Personen, d. h. 45,5 % der Gesamtbevölkerung. Die Zahl der Arbeitslosen hat gegenüber dem Jahr 2010 von 37 auf 46 zugenommen, was jetzt einer Arbeitslosenquote von 11,7 % entspricht.

### Unternehmen
Am 31. Dezember 2015 waren im Gemeindegebiet 91 Unternehmen ansässig, davon 44 im Sektor Handel, Transport und Dienstleistungen, 17 in Landwirtschaft, Forsten und Fischerei, 14 im Bauwesen, 10 in der Industrie und 6 im Sektor Verwaltung, Bildung, Gesundheit und Soziales.

## Sehenswürdigkeiten
- Die romanische Kirche Saint-Robert in La-Chapelle-Saint-Robert aus dem 11. Jahrhundert, seit 1920 als Monument historique anerkannt.
- Die Kirche Saint-Étienne in Javerlhac aus dem 12. und dem 16. Jahrhundert, seit 1948 als Monument historique ausgewiesen.
- Das Schloss Château de Javerlhac aus dem 16. Jahrhundert, seit 1974 Monument historique. Mit Taubenturm und Wassermühle zur Erzeugung von Walnussöl.
- Das Schloss Château de Puymoger aus dem 17. Jahrhundert
- Manoir du Logis
- Die königliche Schmiede bei Forgeneuve mit großem Mühlrad und Hochöfen. Hier wurden einst Kanonen für die Marine gegossen. Seit 1976 Monument historique.

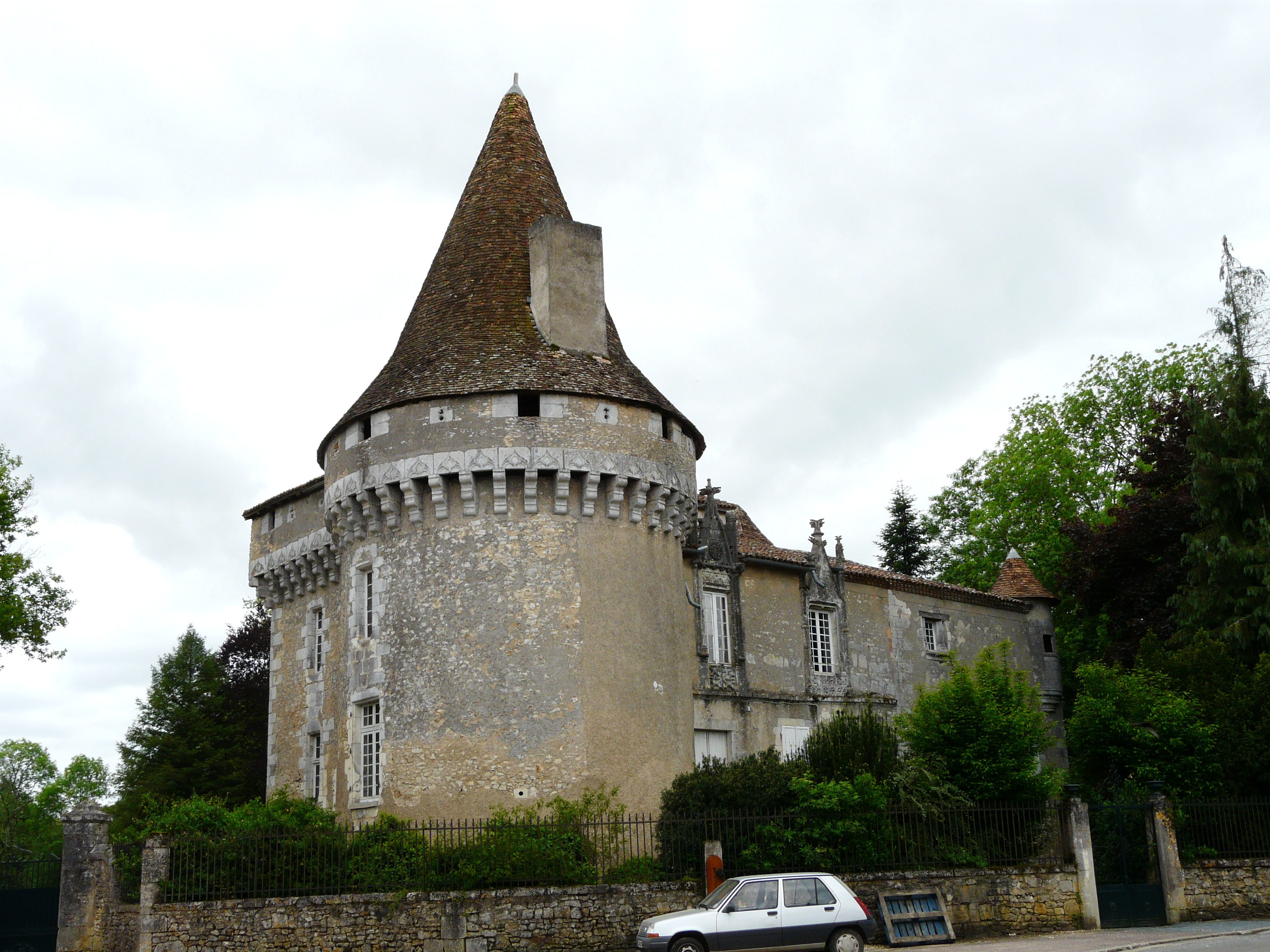
Das Schloss von Javerlhac
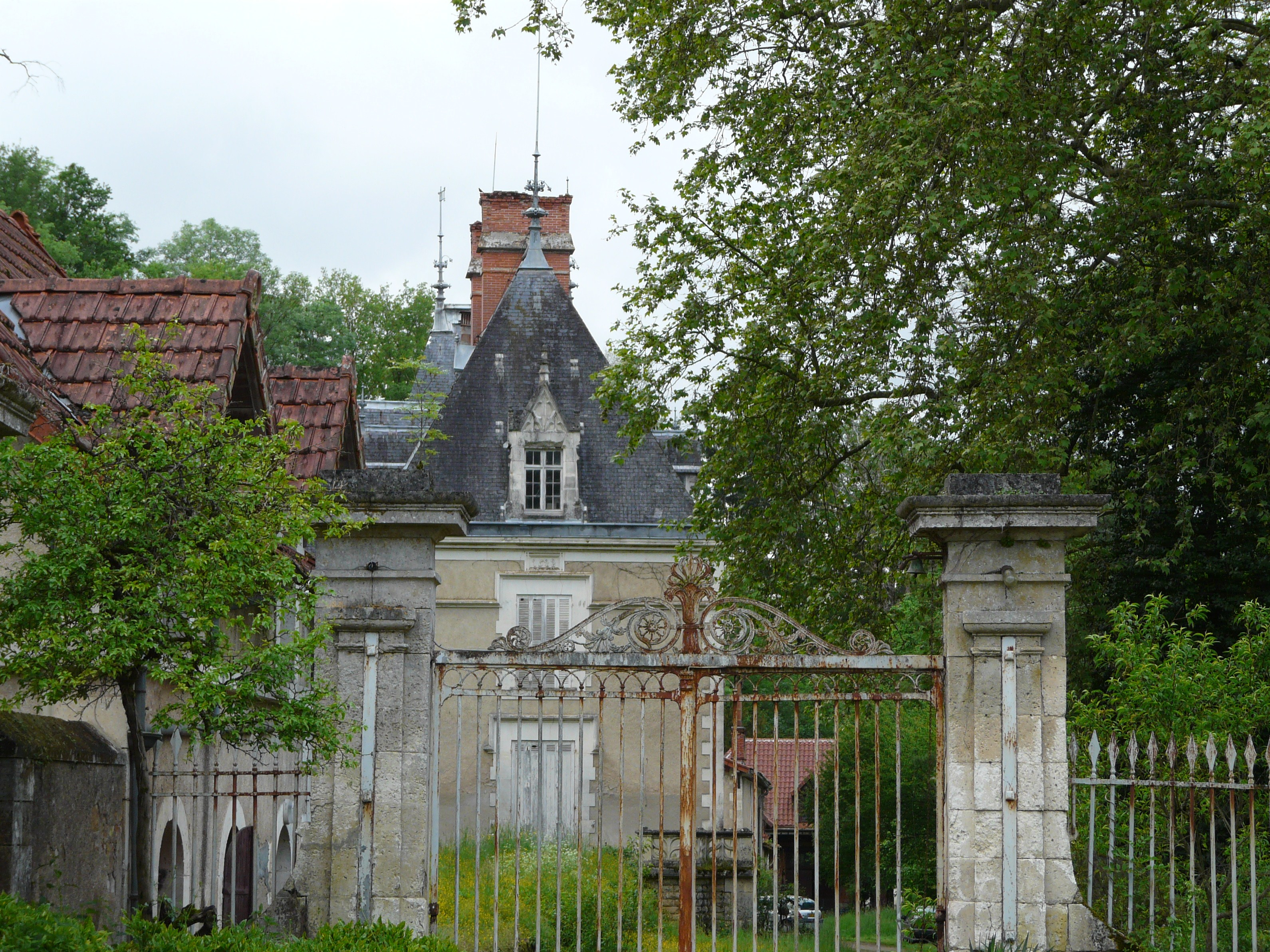
Das Manoir du Logis
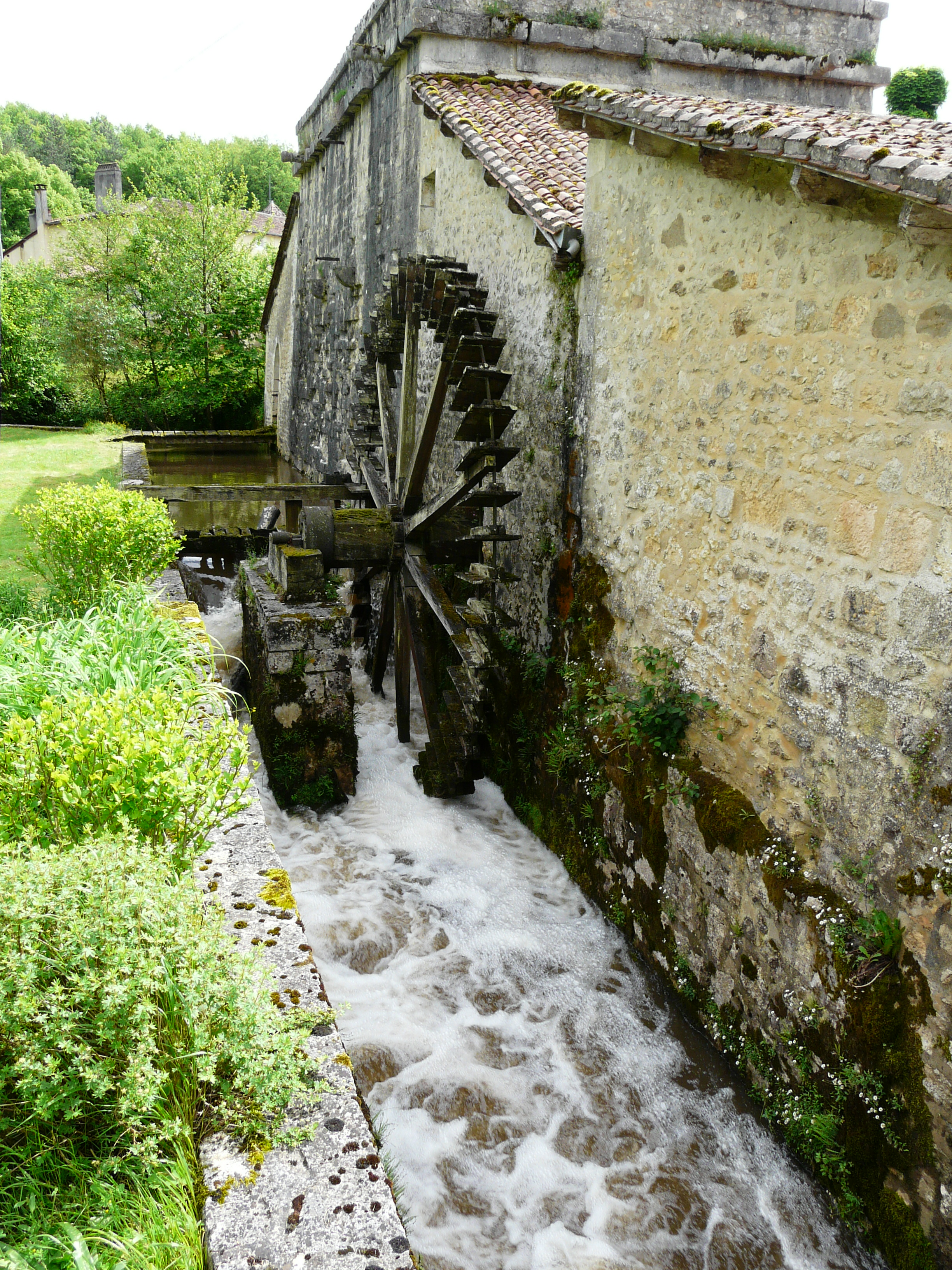
Das Mühlrad von Forgeneuve
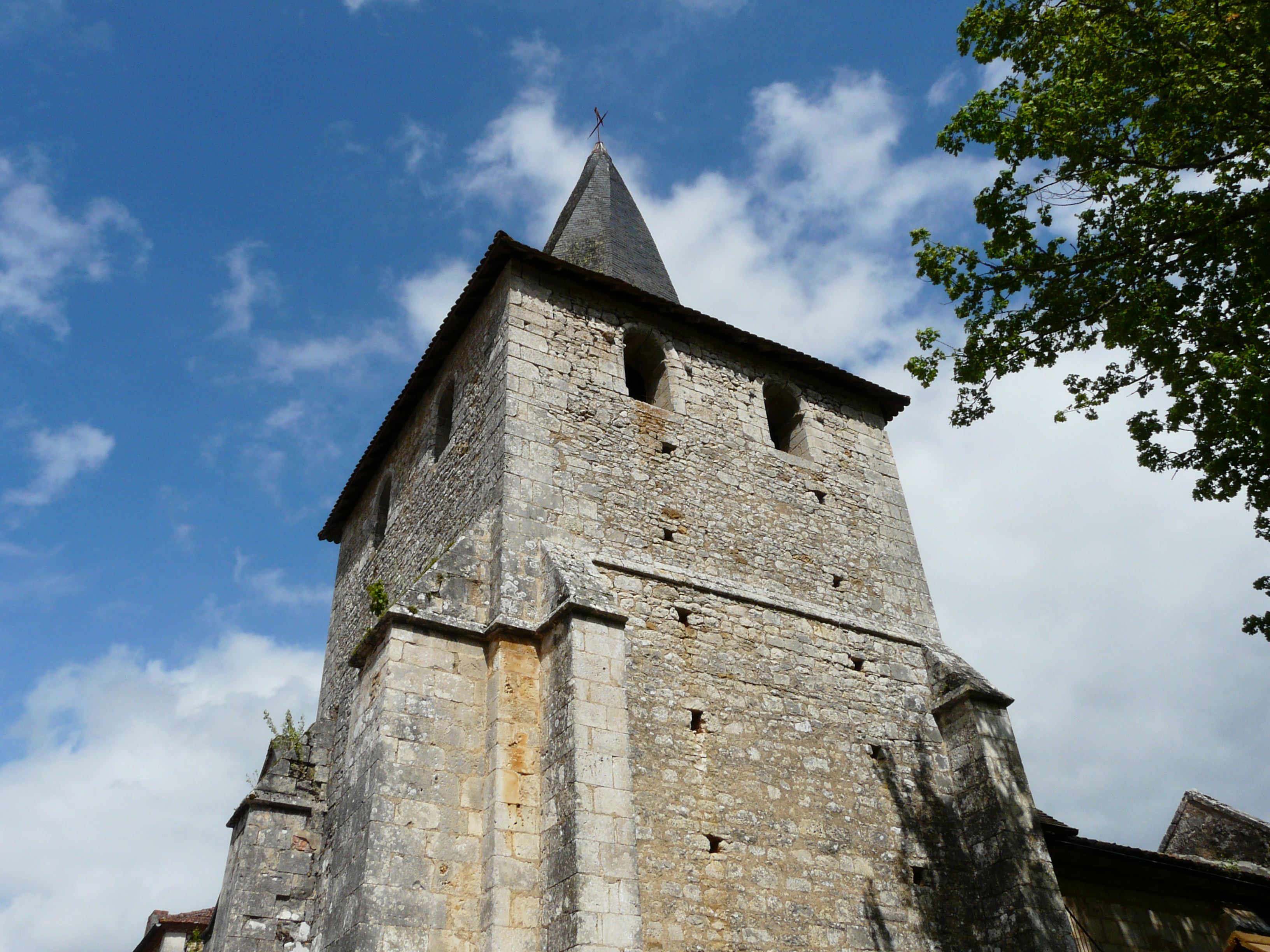
Der Turm der Kirche Saint-Étienne
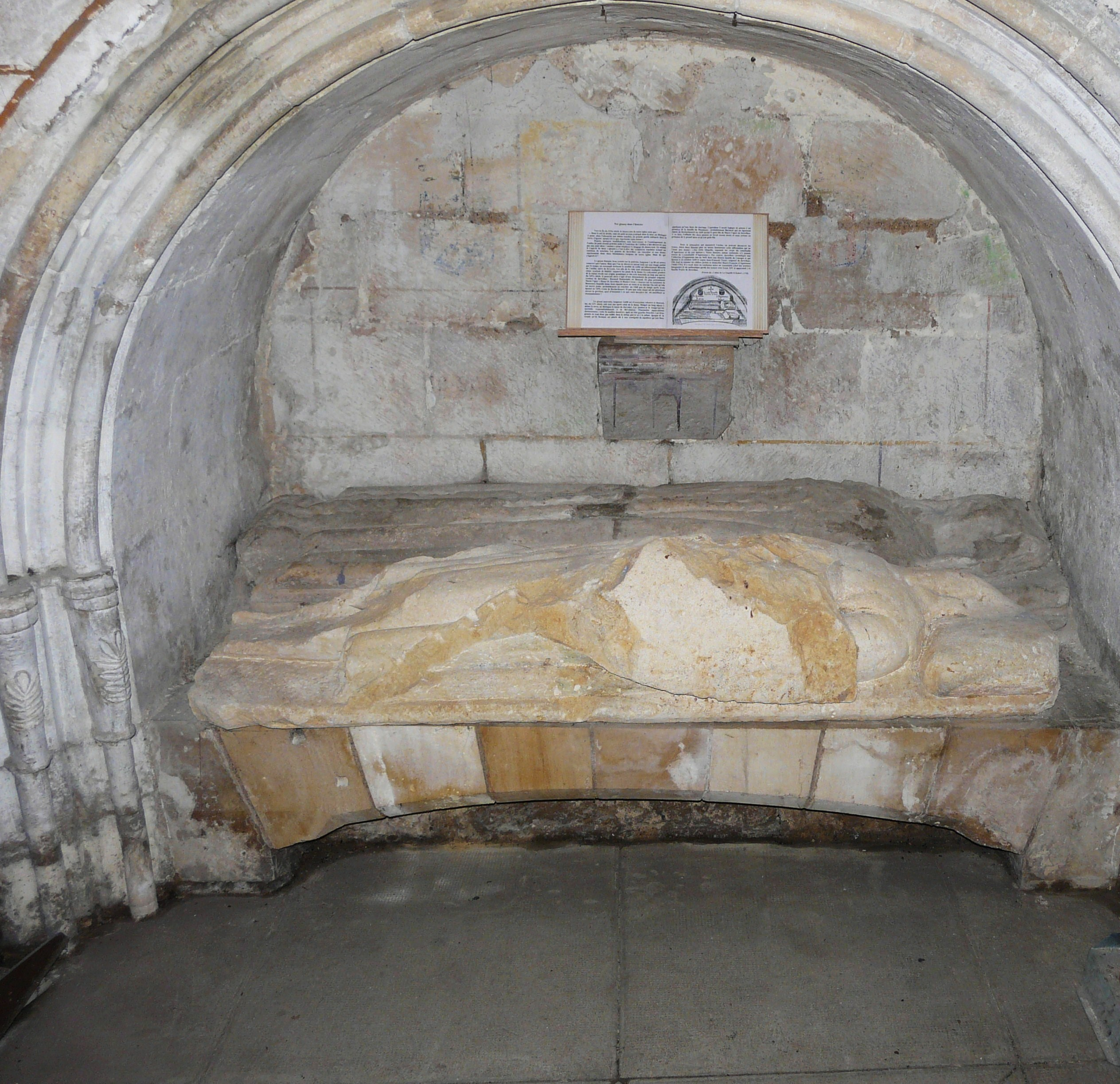
Nische mit zwei Gisants in Saint-Étienne
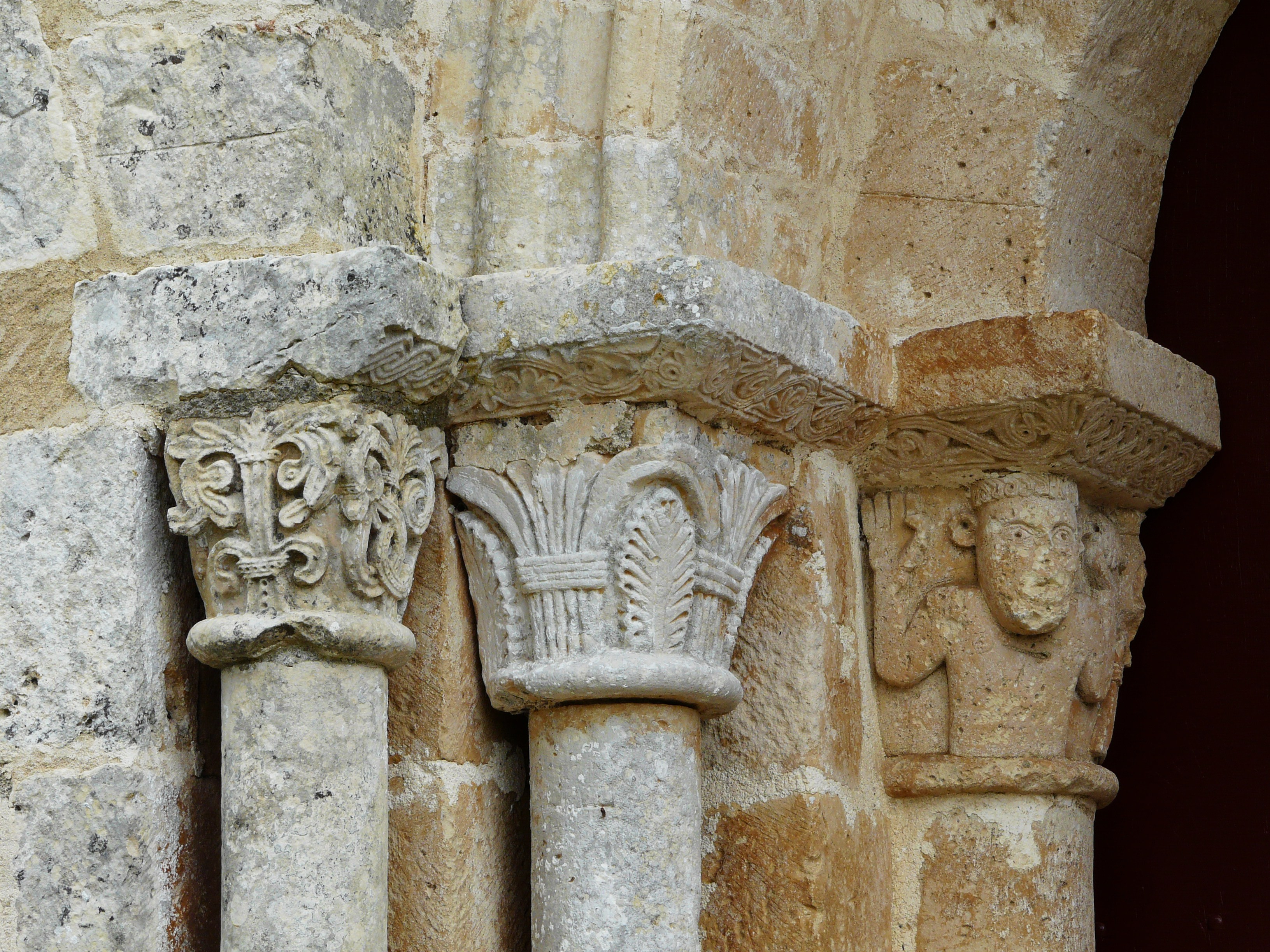
Kapitelle am Eingang von Saint-Robert
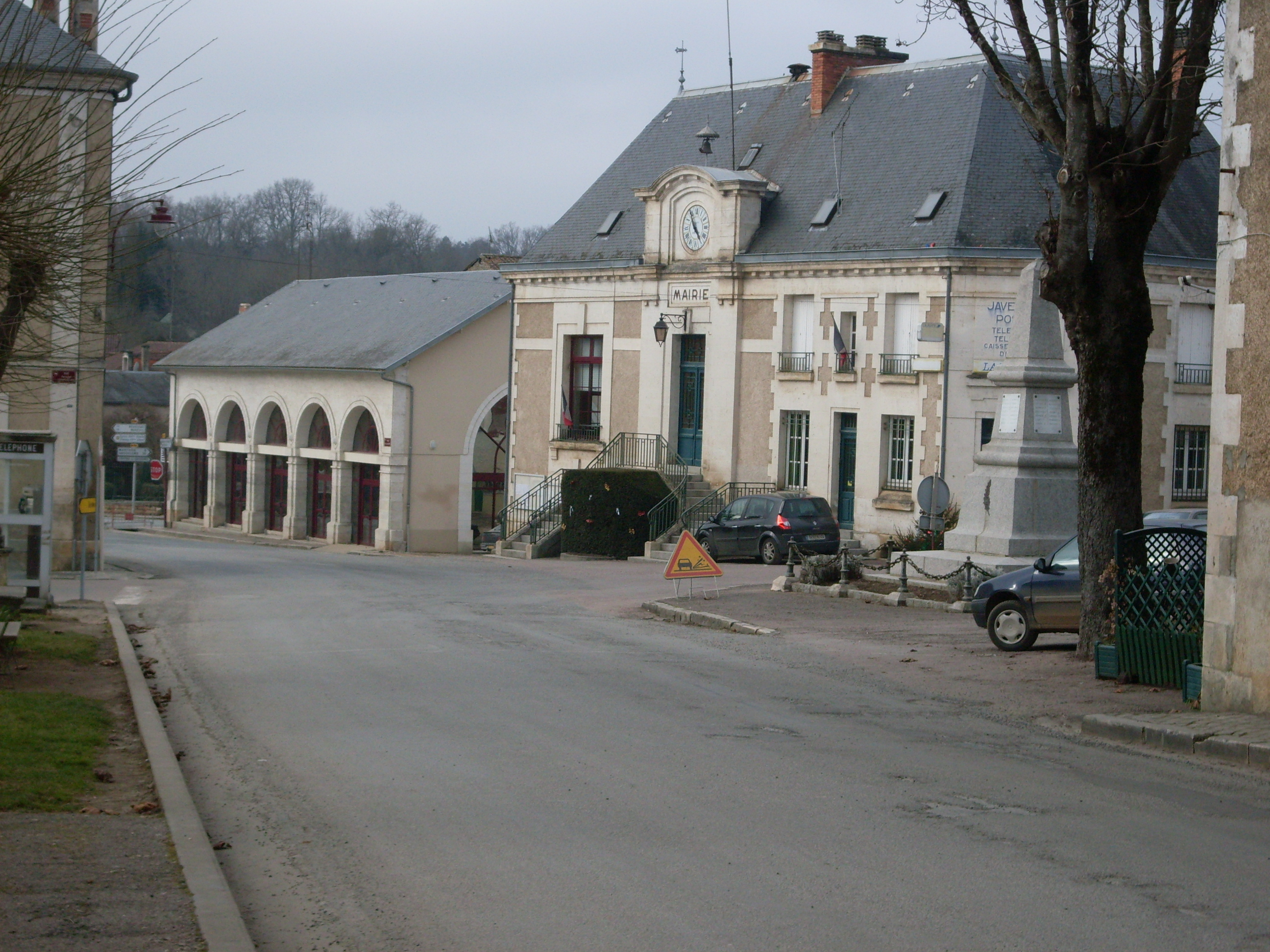
Ortskern von Javerlhac mit Rathaus, Post und Festsaal
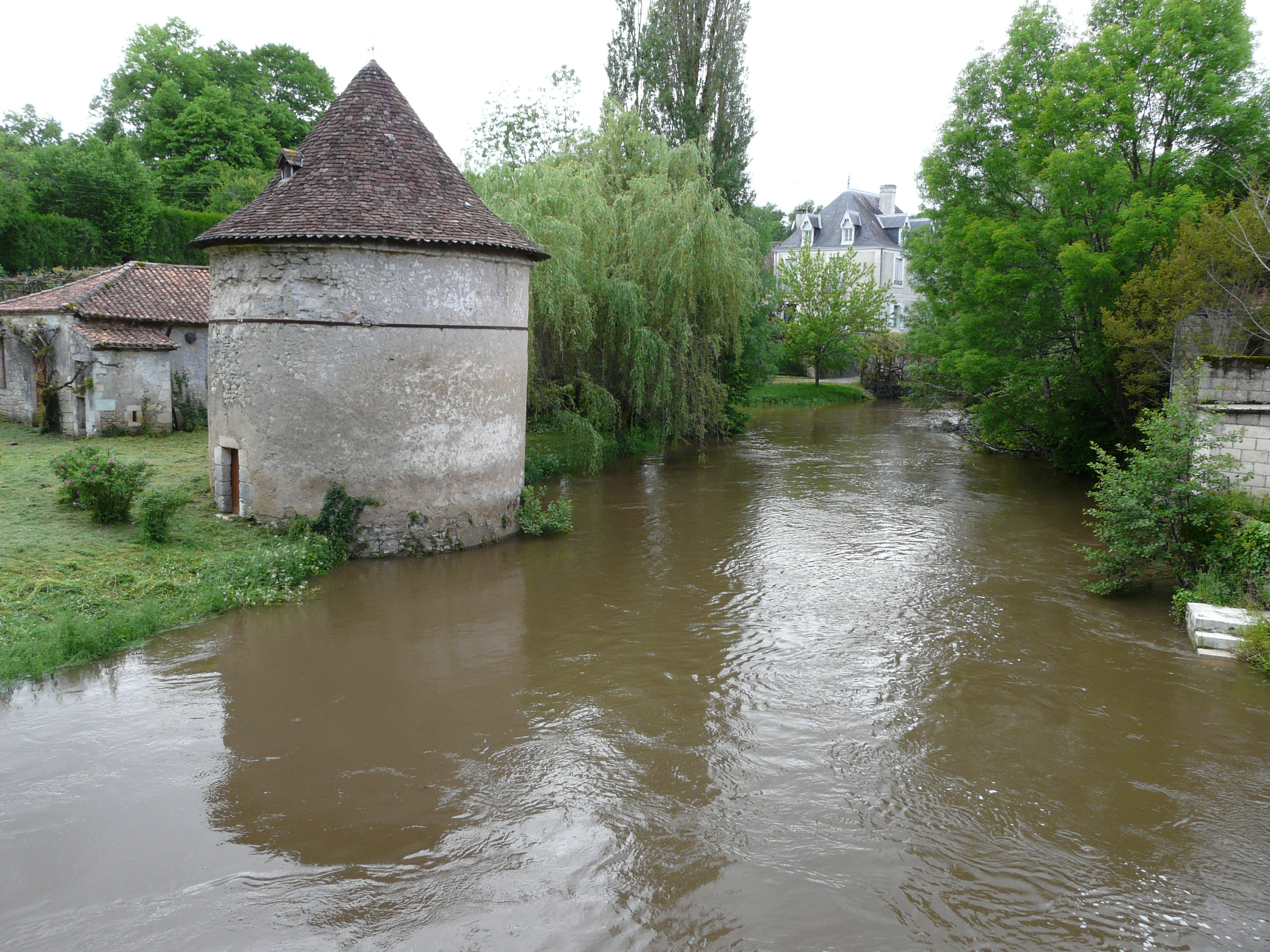
Taubenturm am Bandiat bei Javerlhac
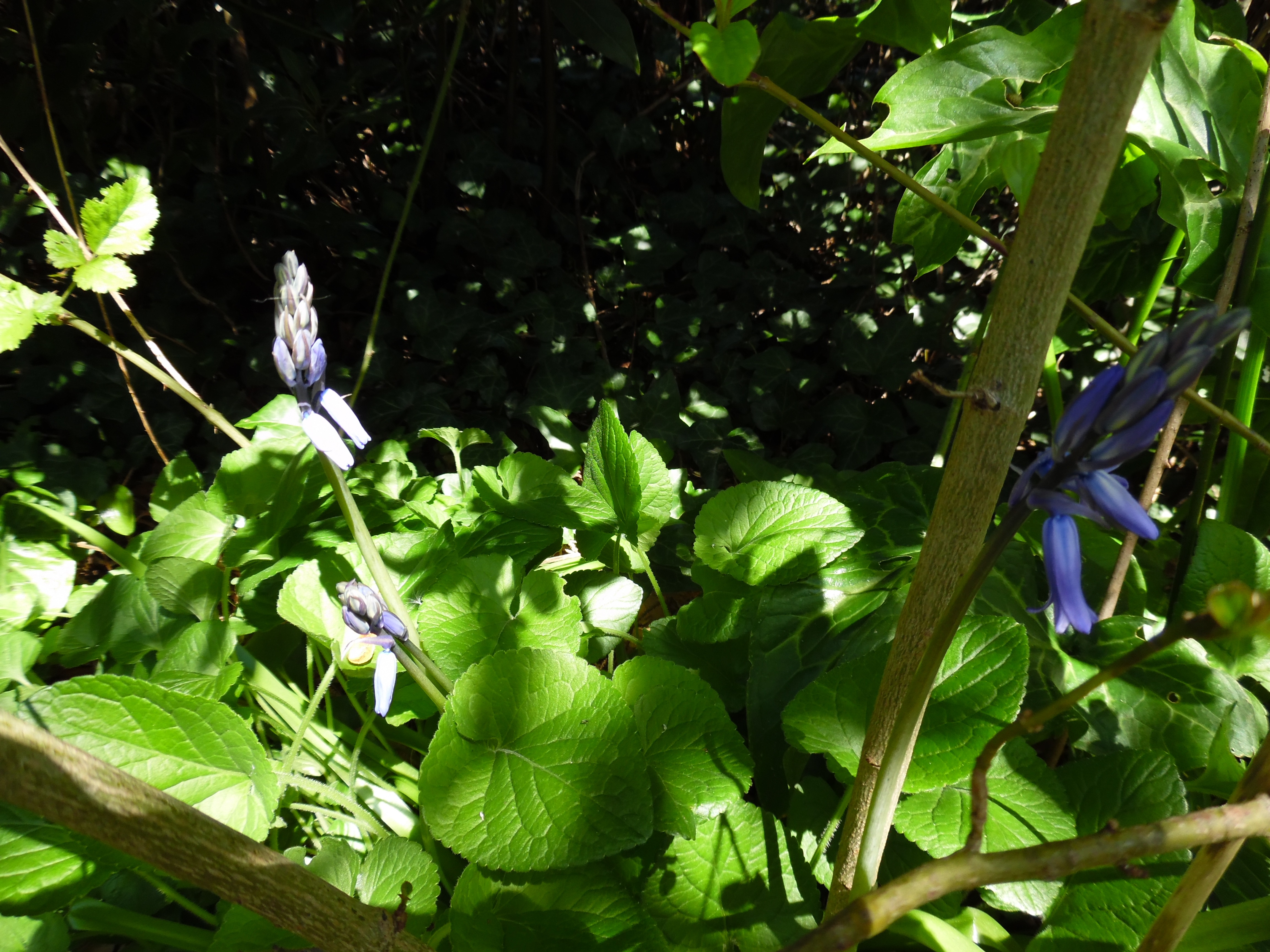
Atlantisches Hasenglöckchen (Hyacinthoides non-scripta)